# Brucargo
Brucargo of CARGO is het vrachtgebied van Brussels Airport, de nationale luchthaven in Zaventem bij Brussel. Het is gelegen op het noordwestelijke stuk van de luchthaven op het grondgebied van Melsbroek (Steenokkerzeel) en Diegem (Machelen). Er is plaats voor meer dan 30 toestellen. In 2006 beslaat de oppervlakte meer dan honderd hectare. Cargo heeft een eigen postnummer 1931.

## Activiteiten

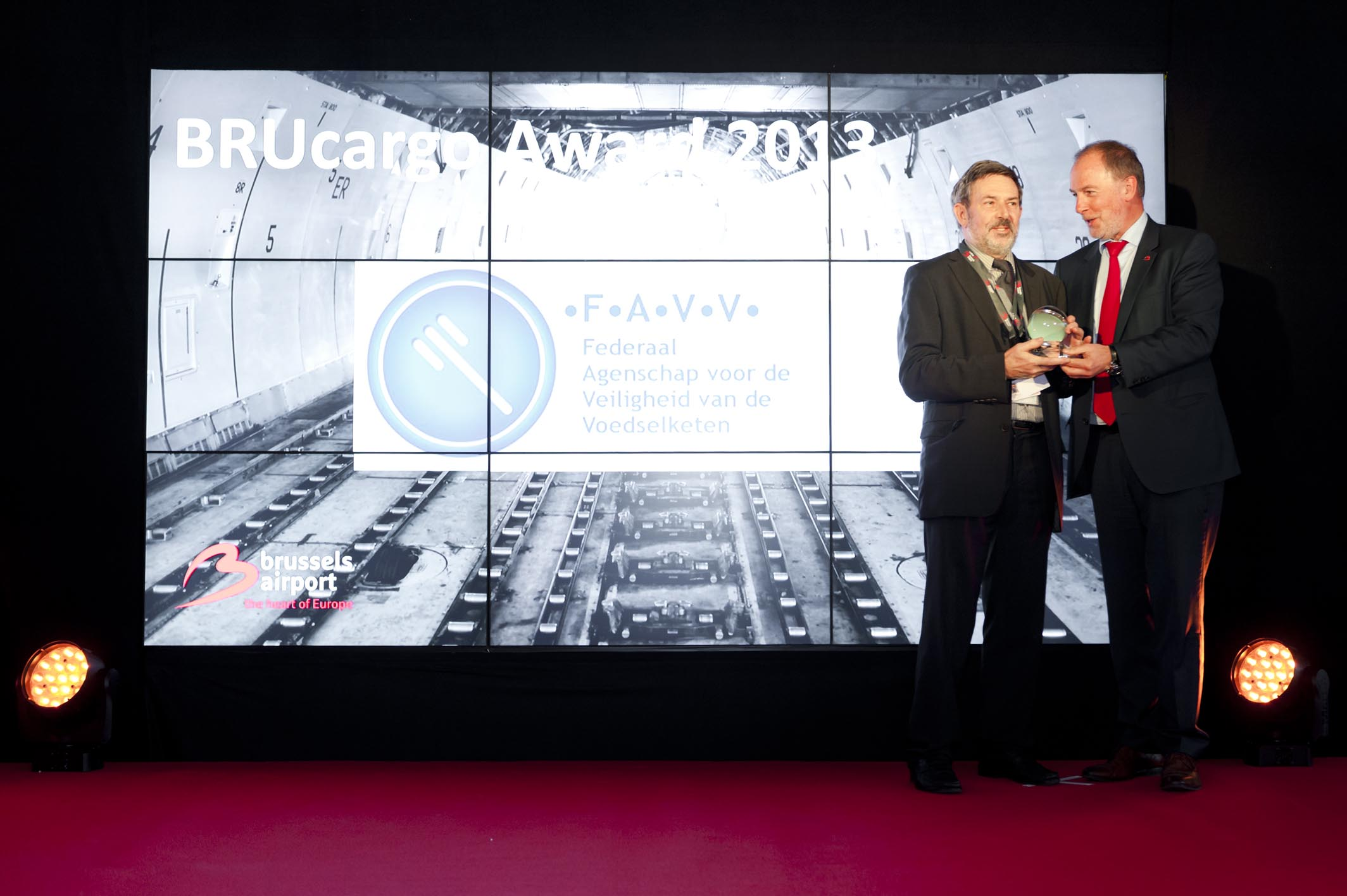
Een vertegenwoordiger van het FAVV (Federaal Agentschap voor de Veiligheid van de Voedselketen) neemt de BRUcargo award 2013 in ontvangst.

Cargo werd opengesteld in 1980. Deze vrachtafdeling van de luchthaven bestaat uit twee hoofdgebouwen voor goederenbehandeling, een gemeenschappelijke opslagplaats, een administratief gebouw en opslagplaatsen voor expediteurs en douane. Dagelijks genereert de aan- en afvoer van vracht op Brucargo een kleine 2000 vrachtwagens. Met 737.000 ton cargovolume in 2007 stond Brussels Airport volgens de rangschikking van de Airports Council International (ACI) op de 20e plaats in de wereldranglijst, of de zesde plaats van Europese luchthavens (na de luchthavens van Frankfurt, Parijs, Amsterdam, Londen en Luxemburg). Het vrachtvolume daalde evenwel na 2008 en bereikte met 430.000 ton een dieptepunt in 2013. Sindsdien was er een kentering en haalde de luchthaven 490.000 ton in 2015.
Cargo is een vrachthub voor Finnair Cargo, Saudia Cargo, Singapore Airlines Cargo, Air Maroc Cargo, Qatar Airways Cargo, Asiana Airlines Cargo en Ethiopian Airlines Cargo. Ethiopian bv. bedient zo met 12 vluchten per week Dubai, Shanghai, Hongkong en Guangzhou.
Op Brucargo zijn onder meer gevestigd:
- de vrachtafhandelaars zoals Aviapartner, WFS (Worldwide Flight Services), DSV Swissport en Skylink. Gezamenlijk vormen zij de eerste linie van het vrachtareaal, waar de verbinding tussen airside en landside voor vracht gemaakt wordt. Afhandelaars ontvangen vracht van expediteurs / forwarders, bouwen vliegtuigplaten op en laden/lossen het vliegtuig, breken de vliegtuigplaten af en dragen vracht over aan de forwarder / expediteur.
- de expediteurs zijn in de tweede linie van Brucargo gevestigd. Dit betekent dat zij geen directe toegang tot de airside hebben.
- daarnaast zijn de toezichthoudende overheidsdiensten zoals de douane en het FAVV (Federaal Agentschap voor de Veiligheid van de Voedselketen) hier gevestigd.
- Verschillende koerierdiensten zoals DHL, TNT, FedEx en Bpost hebben een vestiging op Brucargo.

## Dossier nachtvluchten

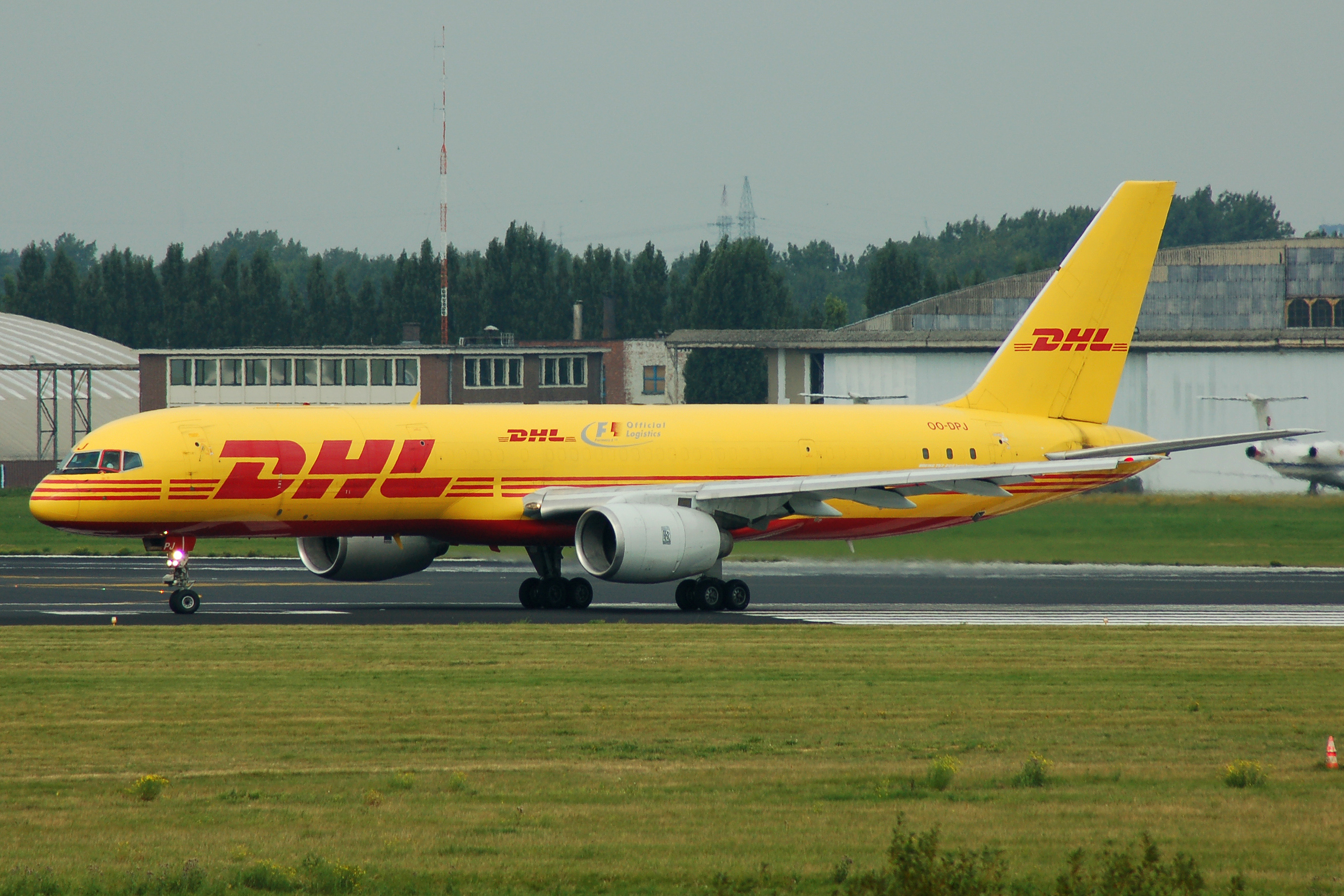
DHL Boeing 757 in 2007

De internationale koerierdienst DHL vestigde hier in 1985 zijn Europese hub, in 2002 goed voor 60% van het vrachtvervoer. Sindsdien worden steeds meer nachtvluchten uitgevoerd op Zaventem. Dit werd in België een geladen politiek dossier vanaf januari 2000 toen Ecolo-minister Isabelle Durant de nachtvluchten tussen 1 en 5 uur geleidelijk wilde verbieden tegen 2003. Als gevolg van de ontwikkelingen in dit dossier stapten Durant en de Ecoloministers in mei 2003 uit de regering, twee weken voor de verkiezingen. Mogelijk ook mede als gevolg van de hoogoplopende controverses hierrond, besliste DHL in oktober 2004 Brussel als Europese hub te verlaten vanaf 2008.
In juni 2017 stopte Air Cargo Global ook met de werking op Cargo. De luchtvaartmaatschappij gaf expliciet aan dat de commotie en onzekerheid in het dossier van de nachtvluchten de directe reden voor het vertrek zijn.  Een andere maatschappij die dezelfde maand vertrok, Yangtze River Express ontkende anderzijds dat dit gekoppeld was aan de problematiek van geluidsoverlast bij nachtvluchten en vluchten over het Brussels Hoofdstedelijk Gewest.

## Uitbreiding
Met het Koninklijk Besluit van 5 juli 2006 creëerde de Federale Minister van Mobiliteit Renaat Landuyt de mogelijkheid voor de uitbreiding van Cargo ten westen van de vrachtzone (landbouw)gronden te onteigenen op het grondgebied van Diegem (Machelen). Door de verhuizing van de DHL-hub in 2008 dreigde Brussel-Nationaal immers haar prominente positie als vrachtluchthaven te verliezen. Deze nieuwe uitbreiding was niet mogelijk op de plaats waar DHL toen zijn activiteiten had, maar werd daarom gepland in de zone genoemd Cargo West. Dit moest de exploitant van de luchthaven de mogelijkheid bieden de capaciteit aan loods- en magazijnruimte te verhogen zodat nieuwe goederenmarkten kunnen aangeboord worden.
Deze uitbreiding Cargo-West zou vijf grote loodsen/magazijnen/bedrijfsruimtes aanbieden aan klanten. Tevens wordt de weginfrastructuur in en rond Cargo verbeterd: er is een viaduct gebouwd dat de Brucargo-zone direct verbindt met het tevens verbeterd en vernieuwd op- en afrittencomplex 12 Vilvoorde/Brucargo van de A1/E19.
Deze uitbreidingen kaderen in het START-initiatief van de Vlaamse regering.
In de jaren 2010-2019 werd er meerdere keren geïnvesteerd in het gebied, waaronder in nieuwe gebouwen en de renovatie van bestaande gebouwen.